# Laetana divisa
Laetana divisa es una especie de insecto coleóptero de la familia Chrysomelidae. Fue descrita científicamente en 1855 por Gerstaecker.